# Aeroportul Internațional Capitán de Corbeta Carlos A. Curbelo
Aeroportul Internațional Capitán de Corbeta Carlos A. Curbelo (IATA: PDP, ICAO: SULS) este un aeroport din Municipality of Piriapolis⁠(d), Departamentul Maldonado, Uruguay ce deservește zona Punta del Este⁠(d). Aeroportul a fost tranzitat în 2022 de 119.000 de pasageri. A fost deschis în 17 mai 1920 și numit după Carlos Curbelo⁠(d).
Situat la o altitudine de 28 m, aeroportul dispune de 2 piste.

## Infrastructură

### Piste
Aeroportul dispune de 2 piste. Pista 01/19 are suprafața de asfalt și dimensiunile 1.606 m × . Pista 08/26 are suprafața de asfalt și dimensiunile 2.130 m × . 